# Nuria Fergó
 (janvier 2022).
Si vous disposez d'ouvrages ou d'articles de référence ou si vous connaissez des sites web de qualité traitant du thème abordé ici, merci de compléter l'article en donnant les références utiles à sa vérifiabilité et en les liant à la section « Notes et références ».
Nuria Fernández Gómez, dite Nuria Fergó, née le 18 avril 1979 à Nerja en Andalousie (province de Malaga), est une actrice et chanteuse espagnole.

## Biographie
Elle est devenue très populaire grâce au programme Operación Triunfo, a participé à plusieurs autres programmes télévisés et a déjà sorti cinq albums. L'une de ses chansons, Quiereme (Aime-moi) est devenue un classique de flamenco.

## Discographie
- Brisa de esperanza (2002) (360 000 exemplaires)
- Locura (2003) (90 000)
- Paketenteres (2005) (50 000)
- Añoranzas (2007)
- Tierra de nadie (2009)

## Filmographie
- 2000 Mediterráneo (Telecinco)
- 2000 Plaza alta (Canal Sur)
- 2002 OT: la película (Documentaire)
- 2003 La playa roja
- 2004 Amores extremos (TV-Movie)
- 2005 Náufragos (Court-métrage)
- 2007 Amar en tiempos revueltos (TVE).